# وادي دفا
وادي دفا هو أحد أودية شبه الجزيرة العربية ويقع في منطقة جازان جنوب غربي السعودية بالقرب من الحدود اليمنية. حيث يقع شرقي جازان في جبال بني تليد ويبعد حوالي 140 كم شرق مدينة جازان ويعتبر وادي دفا من أجمل الأودية بالمنطقة.

## قرية وادي دفا
يوجد بالقرية مركز الامارة؛ حيث يتبع مركز وادي دفا حوالي 40 قرية. وكذلك يوجد فرع للمجمع القروي ومدرسة ابتدائية للبنات وقد تم حفر 3 آبار من قبل وزارة البيئة والمياه والزراعة لخدمة المواطنين ومنطقة دفا تابعة لقبائل آل تليد وبها العديد من المواقع السياحية.

## السكان
يتجاوز عدد سكان المركز والقرى التابعة 50.000 نسمة. حيث يعمل السكان في مجال الزراعة والرعي وتربية الماشية بأنواعها وما زالوا متمسكين بالعادات والتقاليد ولهم لبس خاص يميزهم عن غيرهم من أبناء المنطقة وهو اللبس التقليدي القديم.

## أشهر المواقع
- وادي دفا وشلالات دايان والتي لا تنقطع من المياه العذبة وبها العديد من البحيرات الجميلة العذبة والأشجار الكبيرة.
- جبل ثهران في منطقة آل تليد بوادي دفا حيث به أكبر قمة بين الجبال المحيطة ويقدر ارتفاعها بحوالي سبعة آلاف قدم (2133 م تقريباً) عن سطح البحر وقمة الجبل لا يوجد بها سكان نظراً لوجود حيوانات مفترسة تهاجم المواطنين وهي منطقة باردة جداً نظراً لارتفاعها الشديد.
- كذلك توجد الغابات الكبيرة من أشجار العرعر والزيتون البري والأشجار الأخرى المتعددة.
- آثار لبعض الحصون والمنازل القديمة.